# Wasilij Diegtiariow

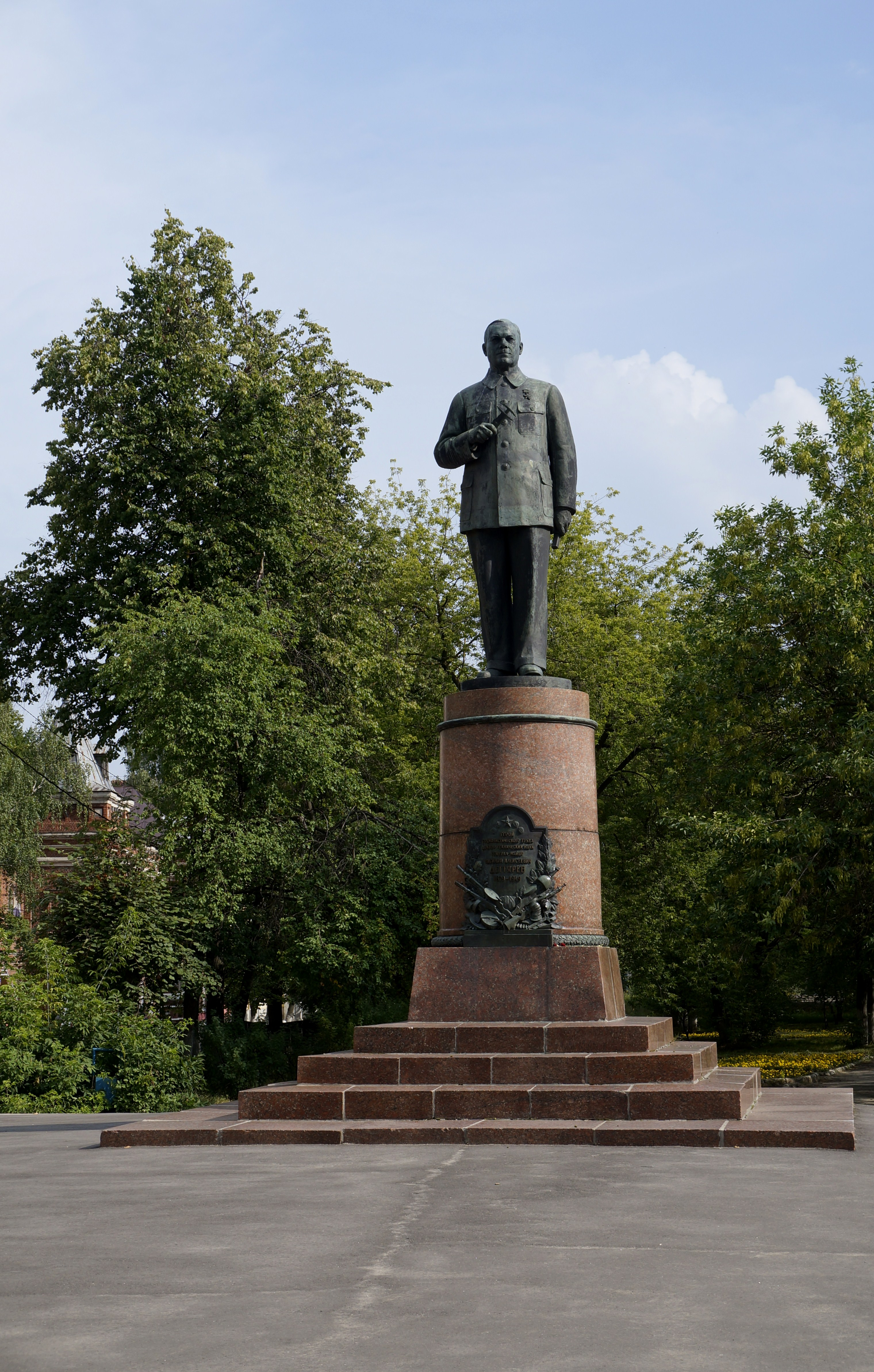
Pomnik Diegtiariowa w Kowrowie.

Wasilij Alieksiejewicz Diegtiariow (ros. Василий Алексеевич Дегтярёв, ur. 21 grudnia 1879?/2 stycznia 1880 w Tule, zm. 16 stycznia 1949 w Moskwie) – Rosjanin, generał major, radziecki konstruktor broni strzeleckiej.

## Życiorys
Urodził się 2 stycznia 1880 w Tule. Po ukończeniu szkoły podstawowej został posłany do pracy w fabryce broni w Tule. W latach 1900–1906 służył w wojsku carskim, w warsztatach rusznikarskich przy oficerskiej szkole w Oranienbaumie. Po demobilizacji pracował w fabryce broni w Siestrorecku, między innymi pod kierunkiem znanego już konstruktora broni W. Fiodorowa, którego został pomocnikiem.
W 1916 Diegtiariow zaprojektował swoją pierwszą konstrukcję karabinu automatycznego. W 1918 podjął pracę w zakładach zbrojeniowych w Kowrowie. Wszedł w skład utworzonych tam doświadczalnych warsztatów uzbrojenia, pod kierunkiem Fiodorowa, na bazie których powołano w 1921 pierwsze w ZSRR biuro konstrukcyjne automatycznej broni strzeleckiej. W tym okresie asystentem i uczniem Diegtiariowa został Gieorgij Szpagin.
W 1923 Diegtiariow rozpoczął konstruowanie własnego ręcznego karabinu maszynowego, który w 1927 przyjęto na uzbrojenie Armii Czerwonej pod oznaczeniem DP (Diegtiariow piechotnyj). Konstrukcja ta postawiła Diegtiariowa wśród czołowych radzieckich konstruktorów broni strzeleckiej. DP, wyróżniający się charakterystycznym magazynkiem talerzowym, zwany potocznie diegtariewem, był podstawowym rkm–em armii radzieckiej podczas II wojny światowej.
Na bazie rkm–u DP Diegtiariow opracował lotniczy karabin maszynowy DA z 1928 (dla strzelców-obserwatorów), następnie w wariancie podwójnie sprzężonym DA–2. Znacznie szerzej rozpowszechniony stał się czołgowy karabin maszynowy DT z 1929 (Diegtiariow tankowyj), stanowiąc uzbrojenie radzieckich czołgów do lat powojennych.
Od 1929 Diegtiariow opracował kilka wzorów pistoletów maszynowych, z których względnie udany PPD-34 został wprowadzony w niewielkich ilościach na uzbrojenie Armii Czerwonej, następnie w zmodernizowanych wariantach PPD-34/38 i PPD-40. Ten ostatni został po wybuchu wojny wyparty przez bazujący na nim, lecz prostszy konstrukcyjnie pistolet maszynowy PPSz Szpagina.
Diegtiariow opracował również wielkokalibrowy karabin maszynowy (wkm) DK kal. 12,7 mm, lecz początkowo konstrukcja ta nie zdobyła popularności z powodu niskiej szybkostrzelności, wynikającej z małych magazynków 30–nabojowych. Dopiero po opracowaniu przez Szpagina ulepszonego taśmowego układu zasilania w amunicję (taśma 50 nabojowa), wkm został przyjęty do uzbrojenia Armii Czerwonej w 1939 i skierowany do masowej produkcji pod oznaczeniem DSzK (Diegtiariowa-Szpagina Krupnokalibiernyj – Wielkokalibrowy Diegtariowa i Szpagina), następnie po modernizacji DSzKM, stając się drugim co do popularności na świecie systemem wkm-u.
Po wybuchu II wojny światowej, w obliczu nagłej potrzeby masowego wprowadzenia broni przeciwpancernej, Diegtiariow skonstruował prosty jednostrzałowy karabin przeciwpancerny PTRD kal. 14,5 mm, wprowadzony w dużej ilości na wyposażenie armii.
W następnych latach Diegtiariow powrócił do ręcznych karabinów maszynowych, modernizując rkm DP i tworząc przyjęte na uzbrojenie rkm–y DPM i RP–46. Ostatnim dużym sukcesem Diegtiariowa był ręczny karabin maszynowy RPD, strzelający nowym nabojem pośrednim wz.43 7,62 × 39 mm, będący na wyposażeniu Armii Radzieckiej do lat sześćdziesiątych XX wieku, a na wyposażeniu wielu innych armii bloku wschodniego jeszcze dłużej, produkowany również w Chinach na licencji jako rkm typ 56.
W 1940 Diegtiariow uzyskał tytuł Bohatera Pracy Socjalistycznej. Czterokrotnie – w latach 1941, 1942, 1946, 1949 (pośmiertnie) był nagradzany nagrodą państwową, trzykrotnie był odznaczony Orderem Lenina, Orderem Suworowa I i II klasy, Orderem Czerwonej Gwiazdy i innymi. Uzyskał stopień generała majora służby inżynieryjno–artyleryjskiej w Armii Czerwonej. W 1940 uzyskał stopień naukowy doktora nauk technicznych. Od 1941 był członkiem partii komunistycznej WKP(b). Zmarł 16 stycznia 1949 w Moskwie.